# Kallima horsfieldii
Kallima horsfieldii är en fjärilsart som beskrevs av Vincenz Kollar 1848. Kallima horsfieldii ingår i släktet Kallima och familjen praktfjärilar. Inga underarter finns listade i Catalogue of Life.